# ERASMUS-programmet
ERASMUS-programmet (fork. for European Region Action Scheme for the Mobility of University Students) er et uddannelsesprogram, der har til formål at fremme samarbejdet mellem videregående uddannelsesinstitutioner i EU's medlemslande. Dog deltager Norge, Island, Liechtenstein, Schweiz og Tyrkiet også i programmet. Programmet skal gøre det lettere for studerende at tage en del af deres uddannelse i udlandet. 
ERASMUS-programmet er opkaldt efter Erasmus af Rotterdam og blev oprettet i 1987. I 1995 blev det inkorporeret i Sokrates-programmet, hvilket i 2000 blev erstattet af Sokrates II-programmet. Siden 2007 har ERASMUS været en del af Livslang læring-programmet.
I Danmark administreres programmet af CIRIUS.
Den internationale del af programmet hedder ERASMUS Mundus.